# Wahlkreis Indre-et-Loire V
Der Wahlkreis Indre-et-Loire V ist seit 1986 ein französischer Wahlkreis für die Wahlen zur Nationalversammlung im Département Indre-et-Loire.
Der Wahlkreis umfasst den Nordwesten von Tours, die Kantone Langeais und Saint-Cyr-sur-Loire sowie die Gemeinden Neuillé-Pont-Pierre und Neuvy-le-Roi.

## Die bisherigen Abgeordneten
| Wahl | Abgeordnete/r     | Partei |
| ---- | ----------------- | ------ |
| 1988 | Jean-Michel Testu | PS     |
| 1993 | Philippe Briand   | RPR    |
| 1997 | Philippe Briand   | RPR    |
| 2002 | Philippe Briand   | UMP    |
| 2007 | Philippe Briand   | UMP    |
| 2012 | Philippe Briand   | LR     |
| 2017 | Sabine Thillaye   | REM    |
| 2020 | Sabine Thillaye   | EDS    |

## Wahlergebnisse

### Parlamentswahl 2012
| Kandidaten               | Kandidaten             | Parteien                                                                              | 1. Wahlgang | 1. Wahlgang | 2. Wahlgang | 2. Wahlgang |
| Kandidaten               | Kandidaten             | Parteien                                                                              | Stimmen     | %           | Stimmen     | %           |
| ------------------------ | ---------------------- | ------------------------------------------------------------------------------------- | ----------- | ----------- | ----------- | ----------- |
|                          | Philippe Briandgewählt | UMP – Union pour un mouvement populaire                                               | 19.538      | 40,2        | 25.336      | 52,8        |
|                          | Claude Roiron          | SOC – Parti socialiste                                                                | 17.187      | 35,4        | 22.624      | 47,2        |
|                          | Véronique Péan         | FN – Front national                                                                   | 5.737       | 11,8        |             |             |
|                          | Françoise Langlade     | FG – Front de gauche (Parti communiste français)                                      | 2.141       | 4,4         |             |             |
|                          | Bernadette Lassus      | VEC – Europe Écologie-Les Verts                                                       | 1.330       | 2,7         |             |             |
|                          | Philippe Lacroix       | CEN – Mouvement démocrate                                                             | 1.280       | 2,6         |             |             |
|                          | Robert Bryche          | ECO – Le Trèfle – Les nouveaux écologistes / Mouvement hommes animaux nature (LT-LNÉ) | 463         | 1,0         |             |             |
|                          | Martine Boulay         | DVD – Debout la République                                                            | 411         | 0,8         |             |             |
|                          | Marie-Claude Neveu     | EXG – Lutte Ouvrière                                                                  | 249         | 0,5         |             |             |
|                          | Patrick Lepers         | DVD – Mouvement pour la France                                                        | 220         | 0,5         |             |             |
|                          | Michel Gamble          | DVD – Alliance Royale                                                                 | 46          | 0,1         |             |             |
|                          | Florence Moussu        | DVD – Parti chrétien-démocrate                                                        | 1           | 0,0         |             |             |
| Gesamt                   | Gesamt                 | Gesamt                                                                                | 48.603      | 100         | 47.960      | 100         |
|                          |                        |                                                                                       |             |             |             |             |
| Ungültige Stimmen        | Ungültige Stimmen      | Ungültige Stimmen                                                                     | 558         | 1,1         | 1.471       | 3,0         |
| Wähler                   | Wähler                 | Wähler                                                                                | 49.161      | 61,1        | 49.431      | 61,4        |
| Wahlberechtigte          | Wahlberechtigte        | Wahlberechtigte                                                                       | 80.469      |             | 80.474      |             |
|                          |                        |                                                                                       |             |             |             |             |
| Quelle: Innenministerium |                        |                                                                                       |             |             |             |             |

### Parlamentswahl 2017
| Kandidaten               | Kandidaten             | Parteien                                                                                        | 1. Wahlgang | 1. Wahlgang | 2. Wahlgang | 2. Wahlgang |
| Kandidaten               | Kandidaten             | Parteien                                                                                        | Stimmen     | %           | Stimmen     | %           |
| ------------------------ | ---------------------- | ----------------------------------------------------------------------------------------------- | ----------- | ----------- | ----------- | ----------- |
|                          | Sabine Thillayegewählt | REM – La République en marche                                                                   | 16.281      | 38,6        | 18.782      | 58,3        |
|                          | Fabrice Boigard        | LR – Les Républicains                                                                           | 7.935       | 18,8        | 13.441      | 41,7        |
|                          | Constance Ascar        | LFI – La France insoumise                                                                       | 5.370       | 12,7        |             |             |
|                          | Daniel Fraczak         | FN – Front national                                                                             | 3.976       | 9,4         |             |             |
|                          | Mélanie Fortier        | RDG – Parti radical de gauche                                                                   | 2.180       | 5,2         |             |             |
|                          | Erwan Deliz            | ECO – Europe Écologie-Les Verts                                                                 | 1.699       | 4,0         |             |             |
|                          | Augustin Chazal        | DVD – Unabh.                                                                                    | 1.355       | 3,2         |             |             |
|                          | Jean de Fouquières     | DLF – Debout la France                                                                          | 1.297       | 3,1         |             |             |
|                          | Robert Bryche          | ECO – Confédération pour l’homme, l’animal et la planète (Le Trèfle – Les nouveaux écologistes) | 891         | 2,1         |             |             |
|                          | Françoise Roux         | COM – Parti communiste français                                                                 | 493         | 1,2         |             |             |
|                          | Aurélien Durand        | DIV – Union populaire républicain                                                               | 367         | 0,9         |             |             |
|                          | Sylvie Thiébaut        | EXG – Lutte Ouvrière                                                                            | 363         | 0,9         |             |             |
|                          | Patrice Vallée         | DVD – Unabh.                                                                                    | 0           | 0,0         |             |             |
| Gesamt                   | Gesamt                 | Gesamt                                                                                          | 42.207      | 100         | 32.223      | 100         |
|                          |                        |                                                                                                 |             |             |             |             |
| Leere Stimmzettel        | Leere Stimmzettel      | Leere Stimmzettel                                                                               | 722         | 1,7         | 3.192       | 8,7         |
| Ungültige Stimmzettel    | Ungültige Stimmzettel  | Ungültige Stimmzettel                                                                           | 263         | 0,6         | 1.106       | 3,0         |
| Wähler                   | Wähler                 | Wähler                                                                                          | 43.192      | 51,5        | 36.521      | 43,5        |
| Wahlberechtigte          | Wahlberechtigte        | Wahlberechtigte                                                                                 | 83.876      |             | 83.880      |             |
|                          |                        |                                                                                                 |             |             |             |             |
| Quelle: Innenministerium |                        |                                                                                                 |             |             |             |             |

### Parlamentswahl 2022
| Kandidaten               | Kandidaten             | Parteien                                                                         | 1. Wahlgang | 1. Wahlgang | 2. Wahlgang | 2. Wahlgang |
| Kandidaten               | Kandidaten             | Parteien                                                                         | Stimmen     | %           | Stimmen     | %           |
| ------------------------ | ---------------------- | -------------------------------------------------------------------------------- | ----------- | ----------- | ----------- | ----------- |
|                          | Sabine Thillayegewählt | ENS – Ensemble ! (Mouvement démocrate)                                           | 12.543      | 29,1        | 22.055      | 59,1        |
|                          | Ambre Louisin          | RN – Front national                                                              | 9.069       | 21,1        | 15.286      | 40,9        |
|                          | Françoise Langlade     | NUP – Nouvelle union populaire écologique et sociale (Parti communiste français) | 8.339       | 19,4        |             |             |
|                          | Fabrice Boigard        | LR – Les Républicains                                                            | 5.788       | 13,5        |             |             |
|                          | Charles Girardin       | ECO – Cap21                                                                      | 2.771       | 6,4         |             |             |
|                          | Bruno Julien           | REC – Reconquête                                                                 | 2.191       | 5,1         |             |             |
|                          | Patrick Martinez       | DVD – Unabh.                                                                     | 941         | 2,2         |             |             |
|                          | Christine Delarue      | DXG – Lutte Ouvrière                                                             | 771         | 1,8         |             |             |
|                          | Emilien Cousin-Hamelal | ECO – Parti animaliste                                                           | 619         | 1,4         |             |             |
| Gesamt                   | Gesamt                 | Gesamt                                                                           | 43.032      | 100         | 37.341      | 100         |
|                          |                        |                                                                                  |             |             |             |             |
| Leere Stimmzettel        | Leere Stimmzettel      | Leere Stimmzettel                                                                | 639         | 1,5         | 3.248       | 7,8         |
| Ungültige Stimmzettel    | Ungültige Stimmzettel  | Ungültige Stimmzettel                                                            | 276         | 0,6         | 916         | 2,2         |
| Wähler                   | Wähler                 | Wähler                                                                           | 43.947      | 50,5        | 41.505      | 47,6        |
| Wahlberechtigte          | Wahlberechtigte        | Wahlberechtigte                                                                  | 87.110      |             | 87.118      |             |
|                          |                        |                                                                                  |             |             |             |             |
| Quelle: Innenministerium |                        |                                                                                  |             |             |             |             |

### Parlamentswahl 2024
| Kandidaten               | Kandidaten             | Parteien                                                 | 1. Wahlgang | 1. Wahlgang | 2. Wahlgang | 2. Wahlgang |
| Kandidaten               | Kandidaten             | Parteien                                                 | Stimmen     | %           | Stimmen     | %           |
| ------------------------ | ---------------------- | -------------------------------------------------------- | ----------- | ----------- | ----------- | ----------- |
|                          | Sabine Thillayegewählt | ENS – Ensemble pour la République (Mouvement démocrate)  | 16.025      | 26,7        | 34.741      | 59,3        |
|                          | François Ducamp        | RN – Rassemblement National                              | 21.118      | 35,2        | 23.869      | 40,7        |
|                          | Marina Coccia          | UG – Nouveau Front populaire (Parti communiste français) | 14.457      | 24,1        | –           | –           |
|                          | Constance Bales        | LR – Les Républicains                                    | 6.805       | 11,4        |             |             |
|                          | David Billon           | REC – Reconquête                                         | 809         | 1,4         |             |             |
|                          | Christine Delarue      | EXG – Lutte Ouvrière                                     | 700         | 1,2         |             |             |
| Gesamt                   | Gesamt                 | Gesamt                                                   | 59.914      | 100         | 58.610      | 100         |
|                          |                        |                                                          |             |             |             |             |
| Leere Stimmzettel        | Leere Stimmzettel      | Leere Stimmzettel                                        | 1.165       | 1,9         | 2.160       | 3,5         |
| Ungültige Stimmzettel    | Ungültige Stimmzettel  | Ungültige Stimmzettel                                    | 483         | 0,8         | 907         | 1,5         |
| Wähler                   | Wähler                 | Wähler                                                   | 61.562      | 70,2        | 61.677      | 70,3        |
| Wahlberechtigte          | Wahlberechtigte        | Wahlberechtigte                                          | 87.677      |             | 87.690      |             |
|                          |                        |                                                          |             |             |             |             |
| Quelle: Innenministerium |                        |                                                          |             |             |             |             |